# Didanosin
Didanosin (eigentlich 2′,3′-Didesoxyinosin, kurz ddi, Handelsname Videx; Hersteller Bristol-Myers Squibb) ist ein Arzneistoff zur Behandlung von mit HIV-1 infizierten Patienten  im Rahmen einer antiretroviralen Kombinationstherapie. Der Vertrieb wurde 2020 eingestellt, da Alternativen mit günstigerem Nutzen-Risiko-Verhältnis verfügbar sind.
Didanosin gehört zur Substanzklasse der nukleosidischen Reverse-Transkriptase-Inhibitoren.

## Pharmakologie
In vitro-Untersuchungen zeigten, dass Didanosin bei therapeutischen Konzentrationen zu einer Hemmung der Replikation von HIV führt. Die Substanz zeigte nur geringe Wirkungen auf Stammzellen des Knochenmarks. Nach der Diffusion in die Zelle erfolgt die Umwandlung in Didesoxyadenosintriphosphat (ddATP), welches die biologisch aktive Form des Wirkstoffes darstellt, die mit dem physiologischen Substrat Desoxyadenosintriphosphat (dATP) kompetitiert. Es wurden keine Kreuzresistenz zu Zidovudin-resistenten Viren festgestellt.

## Pharmakokinetik
Didanosin ist im sauren Milieu des Magens nicht stabil. Die erste, 1992 in Deutschland zugelassene Zubereitung von Didanosin (Videx) war eine Kautablette, die Zusätze enthielt, die als Puffer gegen die Magensäure wirkten. Der Säurepuffer erhöht das Risiko für Wechselwirkungen mit anderen Medikamenten. 2000 wurde Didanosin in Form von magensaftresistent überzogenen Hartkapseln (enteric coated – EC) zugelassen, die keinen Säurepuffer mehr enthalten und damit besser verträglich sind. Didanosin liegt in den Hartkapseln als Granulat vor, das Didanosin erst im höheren pH-Bereich des Dünndarms freisetzt.
Die durchschnittliche Eliminationshalbwertszeit von Didanosin beträgt ca. 1,4 Stunden. Im Urin werden nach oraler Anwendung ca. 20 % der Dosis gefunden. Bei Patienten mit eingeschränkter Nierenfunktion ist die Halbwertzeit deutlich verlängert. Die gleichzeitige Einnahme zum Essen reduziert die Bioverfügbarkeit.

## Klinik
Didanosin ist einer der ersten NRTIs. Es wurde aufgrund seiner Nebenwirkungen und der mitochondrialen Toxizität nicht mehr in den üblichen Anfangskombinationen der antiretroviralen Therapie eingesetzt, sondern nur noch in seltenen Fällen als spätere Therapieoption (Second-Line Kombination).

## Nebenwirkungen
Am häufigsten sind Magen-Darm-Nebenwirkungen (Durchfall bei mehr als 10 % der Patienten, Übelkeit und Erbrechen bei bis zu 10 %). Dosisabhängig kann eine Pankreatitis auftreten (1–7 %), die tödlich verlaufen kann. Die gleichzeitige Gabe mit anderen Substanzen, die eine Pankreatitis verursachen können, ist deshalb zu vermeiden (z. B. Ribavirin).
Häufig treten Kopfschmerzen und periphere neurologische Symptome wie Neuropathie auf (1–10 %).

## Wechselwirkungen mit anderen Arzneimitteln
Auf Grund von Interaktionen sollte Didanosin u. a. nicht mit Stavudin, Tenofovir, Allopurinol oder Ribavirin eingenommen werden. 